# Alfred Fasnacht
Alfred Fasnacht (* 15. Januar 1945 in Solothurn) ist ein Schweizer Bibliothekar und Heimatforscher.
Fasnacht war bis 2008 Leiter der Informatikabteilung der Stadt- und Universitätsbibliothek Bern. Von 2005 bis 2013 war er Präsident der Stiftung Museum Grenchen. Für seine Verdienste im Bereich Grenchner Geschichte für das Kultur-Historische Museum Grenchen wurde ihm der Kulturpreis 2015 der Stadt Grenchen verliehen.

## Schriften (Auswahl)
- Der Buchhandel. Selbstverlag, 1980
- Das Erwerbssystem der Stadt- und Universitätsbibliothek Bern 1973–1978. Bern: Stadt- und Universitätsbibliothek, 1979
- Mitautor: Lebendiges Gewerbe. Gewerbeverband der Stadt Grenchen, 2011
- Mitautor: Planen, bauen, eine Stadt werden. Stadt Grenchen, 2004